# Porocottus minutus
Porocottus minutus är en fiskart som först beskrevs av Pallas, 1814.  Porocottus minutus ingår i släktet Porocottus och familjen simpor. Inga underarter finns listade i Catalogue of Life.